# Justicia myuros
Justicia myuros är en akantusväxtart som beskrevs av Raymond Benoist. Justicia myuros ingår i släktet Justicia och familjen akantusväxter. Inga underarter finns listade i Catalogue of Life.